# Brassica dimorpha
Brassica dimorpha là một loài thực vật có hoa trong họ Cải. Loài này được Coss. & Durieu mô tả khoa học đầu tiên năm 1855.